# Peter Wessel Tordenskiold
Peter Jansen Wessel dit Tordenskiold (1690-1720) est un amiral danois d'origine norvégienne.

## Biographie
Né à Trondheim, en Norvège, Peter Wessel Tordenskiold avait d'abord été apprenti barbier. Entré en 1704 à l'école de navigation de Copenhague, il se distingua si bien comme cadet qu'on lui confia un bâtiment corsaire et ensuite une frégate avec le titre de lieutenant. 
Des actes d'une intrépidité héroïque le firent nommer successivement capitaine, adjudant général, commandant en chef des armements, enfin vice-amiral (1718) : il n'avait alors que 27 ans. Entre autres faits remarquables, Tordenskiold avait pris en 1716 lors de la bataille de Dynekilen (en) toute l'escadre suédoise (12 bâtiments de guerre et 21 de transport) ; en 1719, il prit Marstrand et le fort de Carlsten. 
Il fut tué en duel à Hanovre. 
Son surnom de Tordenskiold, qui signifie « Bouclier de foudre », lui avait été donné par le roi qui, en le lui conférant, lui adressa ces mots : « Vous êtes la foudre qui écrase les Suédois et le bouclier qui couvre la marine de mon royaume. »

## Sources
- Marie-Nicolas Bouillet  et Alexis Chassang (dir.), « Peter Wessel Tordenskiold » dans Dictionnaire universel d’histoire et de géographie, 1878 (lire sur Wikisource)
- (en) Robert Nisbet Bain (en), « Tordenskjold, Peder », Encyclopædia Britannica, Volume 27, 1911.